# Macellicephala tricornis
Macellicephala tricornis är en ringmaskart som beskrevs av Levenstein 1975. Macellicephala tricornis ingår i släktet Macellicephala och familjen Polynoidae. Inga underarter finns listade i Catalogue of Life.